# Чемпионат мира по регби 2019 (отборочный турнир)

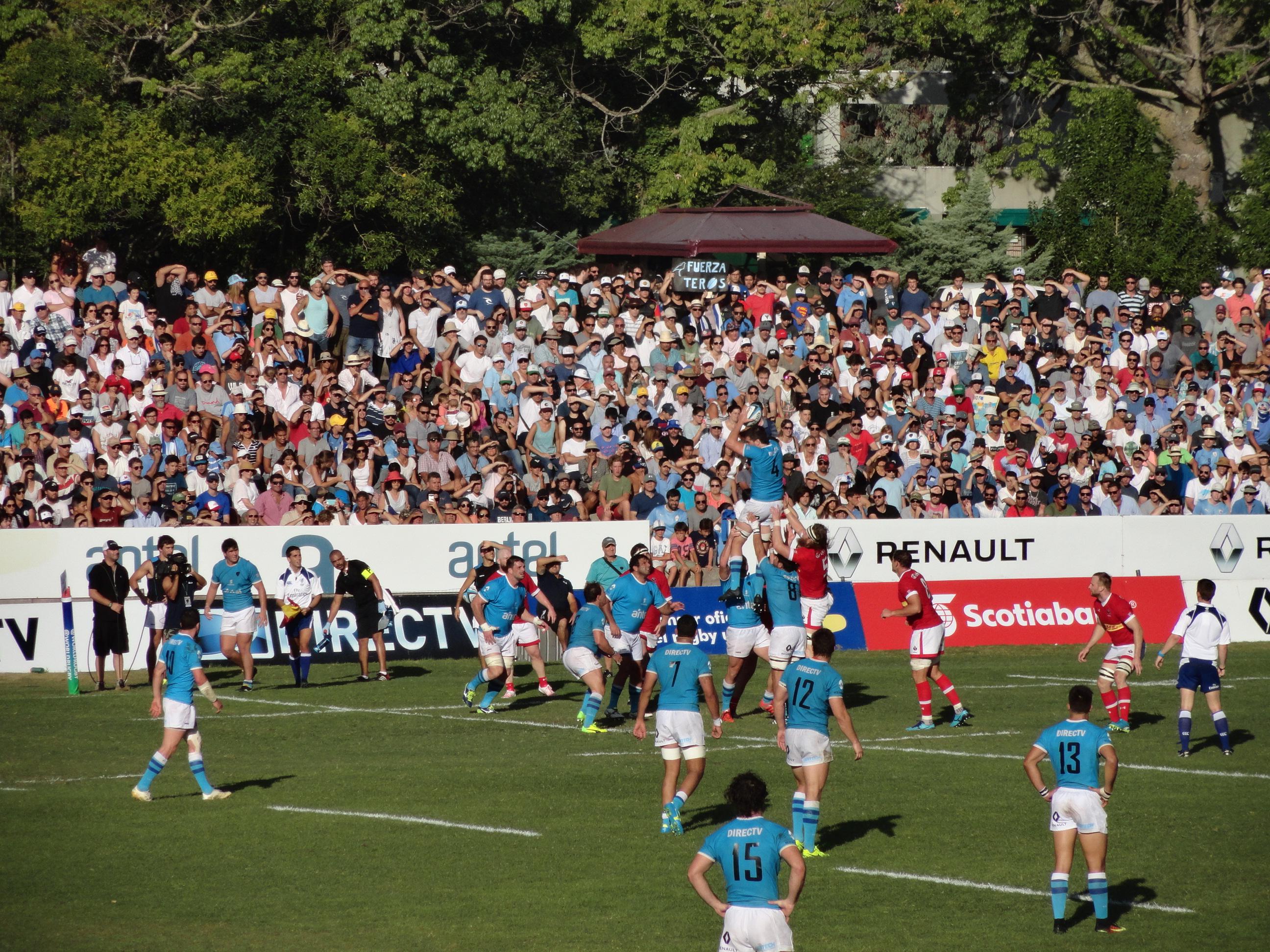
Матч плей-офф в американской зоне между Уругваем и Канадой

Отборочный турнир к чемпионату мира по регби 2019 года начался ещё на групповом этапе чемпионата мира 2015 года в Англии: команды, занявшие первые три места в группе, автоматически получили путёвки на следующий чемпионат мира. Остальные восемь участников определялись в ходе континентальных, межконтинентальных и одного утешительного турнира.
Матчи квалификации за восемь оставшихся путёвок начались 5 марта 2016 года с матча между командами Ямайки и Сент-Винсента и Гренадин (победа Ямайки 48:0).

## Процесс квалификации

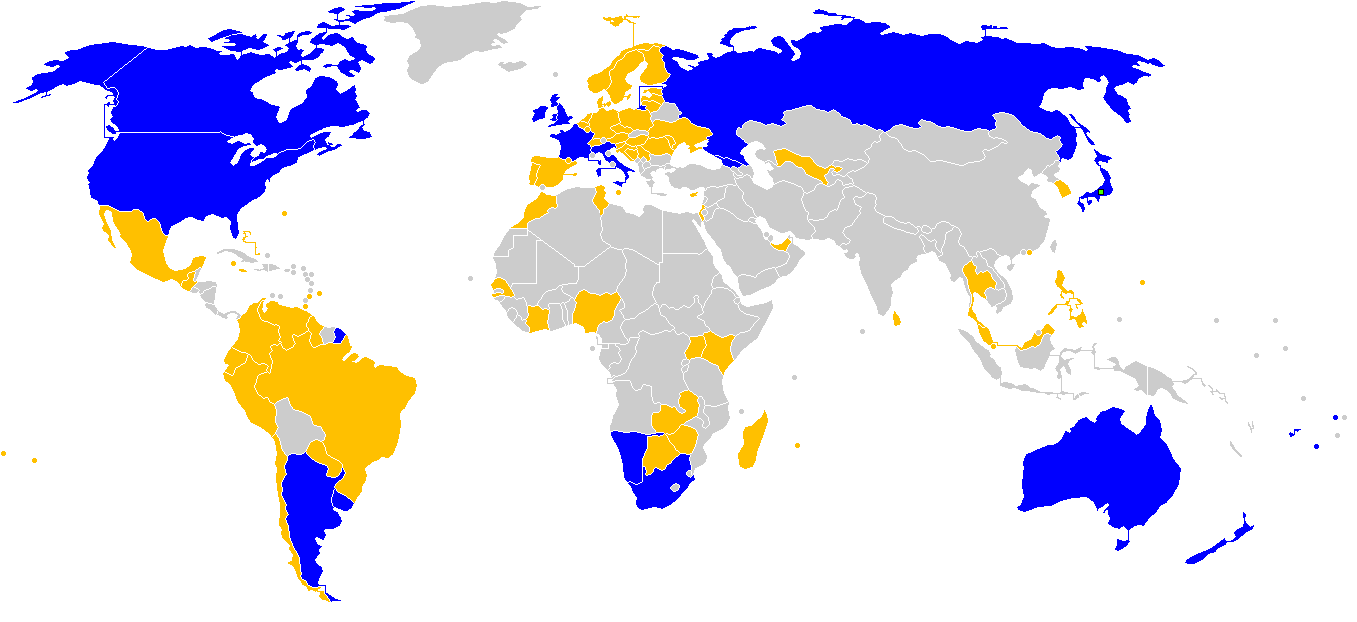
Информация по состоянию на 13 сентября 2018 года:
Попали на чемпионат мира
Не попали на чемпионат мира
Не участвовали в отборе на чемпионат мира

12 ноября 2015 года Международный совет регби распределил путёвки. Шесть путёвок выдавались лучшим командам континентальных отборов. По одной путёвке получали Африка и Европа, Океания и Америка получали по две путёвки. В частности, в 2016—2017 годах были разыграны обе прямые путёвки между всеми тремя командами зоны Океании, а отбор в зоне Америки шёл между североамериканскими и южноамериканскими сборными. Седьмая одна путёвка выдавалась победителю межконтинентальных матчей Европа — Океания, а восьмая разыгрывалась в утешительном турнире под названием «репечаж», где участвовали вторая команда от Африки, третья команда от Америки, победитель межконтинентального плей-офф Азия — Океания и проигравший в матче плей-офф Европа — Океания. Отбор завершился в ноябре 2018 года.
|                                      | Африка             | Америка                                 | Азия                                                               | Европа                                                              | Океания                                 |
| ------------------------------------ | ------------------ | --------------------------------------- | ------------------------------------------------------------------ | ------------------------------------------------------------------- | --------------------------------------- |
| Автоматически квалифицировались      | - ЮАР              | - Аргентина                             | - Япония (хозяева)                                                 | - Англия - Франция - Грузия - Ирландия - Италия - Шотландия - Уэльс | - Австралия - Новая Зеландия            |
| Континентальная квалификация         | - Намибия          | - США (Америка 1) - Уругвай (Америка 2) |                                                                    | - Россия (Европа 1)                                                 | - Фиджи (Океания 1) - Тонга (Океания 2) |
| Межконтинентальный плей-офф          |                    |                                         |                                                                    | - Германия (Европа 2)                                               | - Самоа (Океания 3)                     |
| Межконтинентальный плей-офф репечажа |                    |                                         | - Гонконг (Азия 1)                                                 |                                                                     | - Острова Кука (Океания 4)              |
| Утешительный турнир                  | - Кения (Африка 2) | - Канада (Америка 3)                    | - Гонконг (победитель межконтинентальных плей-офф матчей репечажа) | - Германия (проигравший межконтинентальных матчей плей-офф)         |                                         |

1. ↑  Плей-офф Европа/Океания: Два матча дома и в гостях сыграны между третьей командой Океании — Самоа — и второй командой Европы — Германией. Самоа заняла 3-е место на Кубке тихоокеанских наций 2017 года после дисквалификации Таити, а Германия победила в матче за выход в плей-офф команду Португалии. Победитель выходит на чемпионат мира, проигравший отправляется в репечаж.
2. ↑  Плей-офф Азия/Океания: Два матча дома и в гостях сыграны между четвёртой командой Океании — Острова Кука — и первой командой Азии — Гонконгом. Острова Кука выиграли Кубок Океании 2017 года, Гонконг стал чемпионом Азии 2018 года. Победитель выходит в репечаж.

## Квалифицировавшиеся
79 стран приняли участие в отборочном турнире. 
| Зона                              | Участники отборочного турнира | Продолжают борьбу в отборочном турнире | Путёвки | Квалифицировавшиеся команды | Межконтинентальные матчи плей-офф | Путёвки утешительного турнира | Участники утешительного турнира | Следующий день игр |
| --------------------------------- | ----------------------------- | -------------------------------------- | ------- | --------------------------- | --------------------------------- | ----------------------------- | ------------------------------- | ------------------ |
| Африка                            | 14                            | 6                                      | 1       | Намибия                     | –                                 | 1                             | Кения                           | Завершён           |
| Америка                           | 20                            | 1                                      | 2       | США Уругвай                 | –                                 | 1                             | Канада                          | Завершён           |
| Азия                              | 10†                           | 2                                      | 0       | –                           | Гонконг                           | 0                             | –                               | Завершён           |
| Европа                            | 30*                           | 2                                      | 1       | Россия‡                     | Германия§                         | 0                             | –                               | Завершён           |
| Океания                           | 5                             | 2                                      | 2       | Фиджи Тонга                 | Самоа Острова Кука‖               | 0                             | –                               | Завершён           |
| Межконтинентальные матчи плей-офф | –                             | –                                      | 1       | Самоа                       | –                                 | 2                             | Гонконг Германия                | Завершено          |
| TOTALS                            | 79                            | 11                                     | 7       | 5/7                         | 4                                 | 4                             | 4 (одна путёвка)                |                    |

*Сборная Турции снялась с турнира, не сыграв ни одного матча

†Сборная Таиланда заменила сборную Казахстана, снявшуюся с турнира и не сыгравшую ни одного матча

‖Сборная Островов Кука прошла в следующий раунд после дисквалификации сборной Таити, нарушившей правила привлечения игроков в сборную на прошлогоднем Кубке Океании

‡Сборная Румынии, занявшая 1-е место, была дисквалифицирована за привлечение в команду регбистов, не имевших права на выступление за сборную.

§Сборная Испании, занявшая 2-е место, была дисквалифицирована за привлечение в команду регбистов, не имевших права на выступление за сборную.

Шесть команд получают автоматические путёвки по итогам региональных отборов. В зависимости от статуса команды составлялась сетка плей-офф и утешительного турнира.

## Утешительный турнир
Утешительный турнир состоялся с участием четырёх команд. Розыгрыш прошёл по правилам кругового турнира, победитель получал последнюю путёвку на чемпионат мира. Турнир прошёл в Марселе с 11 по 23 ноября 2018 года.